# Creseis acicula
Creseis acicula är en snäckart som först beskrevs av Rang 1828.  Creseis acicula ingår i släktet Creseis och familjen Cavoliniidae. Inga underarter finns listade i Catalogue of Life.